# Gobemouche d'Indochine
Cyornis sumatrensis
Espèce
Statut de conservation UICN

 LC  : Préoccupation mineure
Le Gobemouche d'Indochine (Cyornis sumatrensis) est une espèce de passereau de la famille des Muscicapidae.

## Répartition et sous-espèces
Selon la classification de référence du Congrès ornithologique international (15.1, 2025) elle se répartit en trois sous-espèces (ordre phylogénique) :
- C. s. sumatrensis (Sharpe, 1879) — sud de la Birmanie, péninsule Malaise et nord-est de Sumatra ;
- C. s. indochina Chasen & Kloss, 1928 — centre/est de l'Indochine ;
- C. s. lamprus Oberholser, 1917 — îles Anambas.